# Messor bouvieri
Messor bouvieri är en myrart som beskrevs av Jean Bondroit 1918. Messor bouvieri ingår i släktet Messor och familjen myror. Inga underarter finns listade i Catalogue of Life.